# 若昂·克拉雷
若昂·克拉雷（法語：Johan Clarey，1981年1月8日—），法国男子高山滑雪运动员。他曾代表法国参加2010年、2014年、2018年和2022年冬季奥林匹克运动会高山滑雪比赛，获得一枚银牌。